# Ángel Bernardo Sanz Nougués
Ángel Bernardo Sanz Nougués (Terol, 1900 - ?) fou un polític aragonès, governador civil i procurador en Corts durant el franquisme.
Nascut a Terol, era enginyer industrial, i net d'un banquer. Interessat per l'economia, va col·laborar a El Financiero i a España Económica y Financiera. Va lluitar a la guerra del Rif com a oficial de complement del Cos d'Enginyers. Es va establir a Madrid, d'on va fugir en fracassar el cop d'estat del 18 de juliol del 1936 per unir-se als revoltats. Durant la guerra civil espanyola va col·laborar en publicacions sobre temes econòmiques i socials.
El gener de 1940 fou nomenat governador civil de Tarragona, càrrec que va ocupar fins a octubre de 1941. L'abril de 1943 va substituir al carlí Josep Maria Sentís i Simeón com a Director general de Presons. Les seves principals preocupacions van ser augmentar la seguretat i la vigilància i acabar amb els maltractaments. Això va provocar el seu enfrontament amb diversos càrrecs militars i funcionaris de presons, raó per la qual fou cessat el juliol de 1945.
Simultàniament formà part del Sindicat Vertical franquista, i com a cap del Sindical Nacional de la Borsa fou procurador a Corts des de 1943 fins a 1961, quan fou substituït en el càrrec per Emilio Lamo de Espinosa y Enríquez de Navarra. Després va formar part dels consells d'administració d'empreses com Sociedad de Grandes Redes Eléctricas i Aviaco.